# Gueorgui Malenkov
Gueorgui Maksimiliánovich Malenkov (en ruso: Гео́ргий Максимилиа́нович Маленко́в; Oremburgo, 26 de diciembre de 1901jul./ 8 de enero de 1902greg. - Moscú, 14 de enero de 1988) fue un político soviético y dirigente del Partido Comunista, así como íntimo colaborador de Iósif Stalin. Brevemente se convirtió en jefe del Estado de la Unión Soviética (marzo-septiembre de 1953) sucediendo a Stalin a su muerte y fue primer ministro de la Unión Soviética de 1953 a 1955.
A lo largo de su carrera política, las conexiones personales de Malenkov con Vladimir Lenin[cita requerida] facilitaron significativamente su ascenso dentro del gobernante Partido Comunista de la Unión Soviética. En 1925, se le confió la supervisión de los registros del partido. Esto lo puso en contacto con Stalin, quien para entonces había consolidado con éxito el poder como secretario general del Partido Comunista de la Unión Soviética para convertirse en el líder de facto de la Unión Soviética. Como resultado de esta asociación, Malenkov se involucró mucho en las purgas de Stalin antes de que se le diera la responsabilidad exclusiva sobre el programa de misiles soviético durante la Segunda Guerra Mundial. De 1946 a 1947, presidió el Comité Especial del Consejo de Ministros sobre Tecnología de Cohetes. Para asegurar su posición como el favorito de Stalin, desacreditó exitosamente al Mariscal Georgui Zhukov y suprimió toda gloria asociada con Leningrado durante la Segunda Guerra Mundial para que Moscú mantuviera su imagen como única capital cultural y política de la Unión Soviética.
Después de la muerte de Stalin el 5 de marzo de 1953, Malenkov emergió temporalmente como el sucesor indiscutible del líder soviético reemplazándolo como Presidente del Consejo de Ministros (o primer ministro) y jefe del aparato del partido. Sin embargo, solo 9 días después, el Politburó (entonces conocido como el Presidium) lo obligó a renunciar a la última posición y le permitió conservar el cargo de primer ministro. Posteriormente, Malenkov se contentó con servir como miembro de más alto rango del Presidium y presidente interino hasta que fue eclipsado a principios de 1954 por el Primer Secretario del partido, Nikita Jrushchov. En 1955, también se vio obligado a dimitir como primer ministro. Después de organizar más tarde un golpe de palacio fallido contra Jrushchov en 1957, Malenkov fue expulsado del Presidium y exiliado a la Kazajistán en 1957, antes de ser finalmente expulsado del Partido por completo en noviembre de 1961. Se retiró oficialmente de la política poco después. Después de una breve estadía en Kazajistán, regresó a Moscú y mantuvo un perfil bajo por el resto de su vida.

## Biografía

### Primeros años
Malenkov nació en Oremburgo en el Imperio Ruso.  Sus antepasados paternos emigraron durante el siglo XVIII desde el área de Ohrid en el otomano Rumelia Eyalet (actual Macedonia del Norte). Algunos de ellos sirvieron como oficiales en el Ejército Imperial Ruso. Su padre era un agricultor rico en la provincia de Oremburgo. El joven Malenkov ocasionalmente ayudaba a su padre a hacer negocios vendiendo la cosecha. Su madre era hija de un herrero y nieta de un sacerdote ortodoxo
Malenkov se graduó del gimnasio de Oremburgo solo unos meses antes de la Revolución Rusa de 1917. Se alistó en el Ejército Rojo en 1919 y se afilió al Partido Comunista en abril de 1920. Durante su servicio militar, fue comisario político. Luego de causar baja en el Ejército Rojo en 1921, estudió en la Escuela Técnica Superior N.Bauman de Moscú. Al graduarse en 1925, trabajó en el Partido Comunista y se convirtió en uno de los confidentes de Stalin. Junto con Lavrenti Beria,  más tarde se convertiría este en rival de Beria.

### Carrera en el PCUS
Después de la guerra civil rusa, Malenkov se ganó rápidamente la reputación de duro comunista bolchevique.  Fue ascendido en las filas del Partido Comunista y fue nombrado secretario comunista en la Escuela Técnica Superior de Moscú con base militar en la década de 1920. Fuentes rusas afirman que, en lugar de continuar con sus estudios, Malenkov tomó la carrera de político soviético. Su título universitario nunca se completó y sus registros han sido clasificados indefinidamente. Alrededor de este tiempo, Malenkov forjó una estrecha amistad con Viacheslav Malyshev, quien más tarde se convirtió en jefe del programa nuclear soviético junto con Igor Kurchatov.
En 1924, Stalin notó a Malenkov y lo asignó al Orgburo del Comité Central del Partido Comunista Soviético. En 1925, Malenkov trabajó con el personal de la Oficina de Organización (Orgburo) del Comité Central del PCUS.

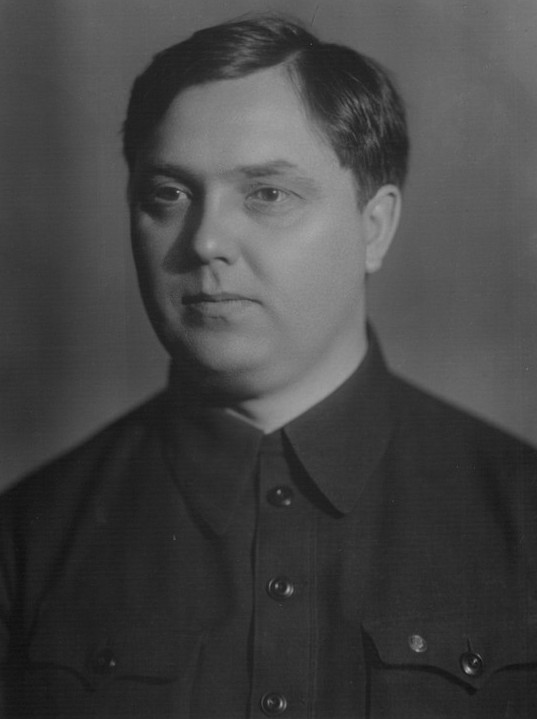
Malenkov en 1939

Malenkov estaba a cargo de llevar registros de los miembros del partido comunista soviético;  dos millones de archivos se hicieron bajo su supervisión durante los próximos diez años. En este trabajo, Malenkov se asoció estrechamente con Stalin y más tarde estuvo muy involucrado en los juicios por traición durante la purga del partido. En 1938, fue una de las figuras clave en provocar la caída de Yezhov, el líder de la NKVD. En 1939, Malenkov se convirtió en el jefe de la Dirección de Cuadros del Partido Comunista, lo que le dio control sobre asuntos de personal de la burocracia del partido. Durante el mismo año, también se convirtió en miembro y secretario del Comité Central y ascendió de su puesto anterior a miembro de pleno derecho del Orgburo.  En febrero de 1941, Malenkov se convirtió en candidato a miembro del Politburó del Comité Central del PCUS.
Nombrado candidato al Politburó, Malenkov ingresó en él en 1946. Aunque Malenkov perdió el favor de Stalin ante sus rivales, Yezhov y Beria, pronto lo recuperó, especialmente por la caída de Yezhov. Beria enseguida se unió a Malenkov, y ambos se encargaron de purgar del Partido a todos los aliados de Yezhov y mandarlos a campos de trabajo.

### Segunda Guerra Mundial
Después de la Invasión alemana de junio de 1941, Malenkov fue ascendido al Comité de Defensa del Estado (SDC), junto con el jefe de la NKVD, Beria, Voroshílov y Mólotov con Stalin como cabeza del comité. Este pequeño grupo tenía el control total sobre toda la vida política y económica del país y la membresía de Malenkov lo convirtió en uno de los cinco hombres más poderosos de la Unión Soviética durante la Segunda Guerra Mundial. Entre 1941 y 1943, la principal responsabilidad de Malenkov fue supervisar la producción de aviones militares y el desarrollo de armas nucleares.  En 1943, también fue nombrado presidente de un comité que supervisó la rehabilitación económica de la posguerra de algunas áreas liberadas con la excepción de Leningrado.

### Misiles nucleares soviéticos
Stalin le dio a Malenkov la tarea de construir misiles nucleares en colaboración con Beria.  Malenkov fue nombrado jefe del programa de misiles soviéticos. Su primer adjunto fue Dmitri Ustinov, un científico espacial de 33 años que más tarde se convirtió en uno de los ministros de defensa soviéticos más poderosos. Durante la Segunda Guerra Mundial, Malenkov, Ustinov y Mikhail Khrunichev iniciaron el programa soviético de misiles y cohetes que pronto absorbió la industria alemana de misiles. Malenkov supervisó la adquisición de la industria alemana de misiles V2 que se trasladó de Peenemünde a Moscú para un mayor desarrollo, lo que resultó en la construcción del Vostok y en poner en órbita al Sputnik unos años después. Al mismo tiempo, Malenkov siguió las órdenes de Stalin de construir varios centros espaciales, como Kapustin Yar cerca del río Volga y el Centro espacial de investigación y producción estatal de Khrunichev en Moscú.
El papel principal de Malenkov fue supervisar al personal superior. Se interesó mucho en reclutar a los jóvenes ingenieros y científicos más talentosos producidos por el sistema universitario. En lugar de interrogar a los candidatos por su lealtad a la ideología teórica del comunismo, Malenkov buscó miembros del equipo con fuertes habilidades técnicas que pudieran inventar, mejorar y fabricar municiones de la manera más rápida y eficiente. Minimizó el papel de los comisarios omnipresentes que entendían poco de tecnología pero estaban encargados de la depuración ideológica. La lección a largo plazo fue que el crecimiento económico era la máxima prioridad de la nación.

### En contra de la Zhdanovshchina
"Zhdanovshchina" fue el énfasis en la ideología comunista purificada desarrollada durante la Segunda Guerra Mundial por Andréi Zhdánov. Surgió de los debates de Zhdánov dentro de la jerarquía del partido que se oponía a la facción pragmatista de Malenkov. Malenkov enfatizó los valores universales de la ciencia y la ingeniería y propuso promover a los expertos tecnológicos a los puestos más altos en la élite administrativa soviética. La facción de Zhdanov dijo que la ideología adecuada triunfó sobre la ciencia y pidió priorizar la educación política y la pureza ideológica. Sin embargo, los tecnócratas habían demostrado ser increíblemente exitosos durante la guerra en términos de ingeniería, producción industrial y desarrollo de municiones avanzadas. 
Zhdánov buscó utilizar la depuración ideológica del partido como vehículo para restaurar el control político del Kremlin sobre las provincias y los tecnócratas.  Le preocupaba que los jefes provinciales de los partidos y los jefes de los ministerios económicos hubieran alcanzado un grado demasiado alto de autonomía durante la guerra, cuando la máxima dirección se dio cuenta de la urgente necesidad de movilizar al máximo los recursos humanos y materiales. La máxima prioridad en la era de la posguerra fue la reconstrucción física después de la destrucción masiva que se dio durante la guerra. El mismo argumento que fortaleció a los tecnócratas continuo operando, y la oposición unida de Malenkov, los tecnócratas, los jefes de los partidos provinciales y los ministerios clave, condenaron las propuestas de Zhdanov.  Por lo tanto, giró para dedicar Zhdanovshchina a la purificación de las artes y la cultura.

### En contra de Zhukov
Gueorgui Zhúkov fue el comandante militar soviético más prominente durante la Segunda Guerra Mundial, puesto que había ganado varias batallas críticas, como el Asedio de Leningrado, la Batalla de Moscú, la Batalla de Stalingrado y la Batalla de Berlín. Stalin, Beria y Malenkov comenzaron a sospechar de Zhukov, preocupados de que tuviera tendencias capitalistas, porque Zhukov había establecido una fuerte amistad con el general estadounidense Dwight D. Eisenhower, pues había invitado al futuro presidente estadounidense a Leningrado y a Moscú, además de promover la colaboración entre los Estados Unidos y la Unión Soviética. 
Al final de la Segunda Guerra Mundial, Malenkov con varios otros, se puso en contra de muchos que eran considerados grandes héroes soviéticos de la guerra que acababa de terminar'; entre ellos Zhukov, Rokossovsky y varios otros generales que eran muy populares. Las acusaciones de Malenkov contra Zhukov se basaban principalmente en imputaciones de comportamientos contrarrevolucionarios y egoístas, llamados: " Bonapartismo." Se especula que la razón real de estas acciones en contra de Zhukov, fue el celo enfermizo de Stalin, quien gracias a este héroe máximo de la URSS, viera opacada su propia imagen.
Pronto, Zhukov fue degradado de rango y trasladado a una posición más baja en Odesa, donde sus únicos enemigos serian los representantes de las fuerzas locales del Partido. Zhukov tuvo su primer ataque al corazón poco después, y las preocupaciones de Malenkov y Stalin sobre él se desvanecerian en gran medida.
Después del despiadado ataque a Zhukov, Malenkov ganó fuerza y se acercó más a Stalin y a otros importantes comunistas. En 1946, Malenkov fue nombrado candidato a miembro del Politburó del Comité Central del PCUS. Aunque temporalmente iba detrás de sus rivales Andrei Zhdanov y Lavrenti Beria, pronto volvió a ganarse el favor de Stalin, especialmente después de la misteriosa muerte de Zhdanov en 1948. Ese mismo año, Malenkov se convirtió en un Secretario del Comité Central.

### Rivalidades y Leningrado

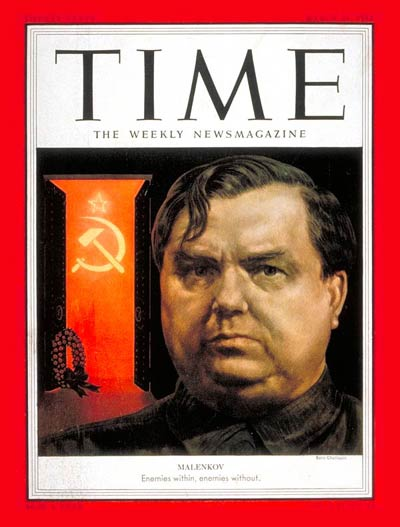
Malenkov en la portada de Time en 1953

Durante finales de la década de 1940 y principios de la de 1950, Malenkov ganó más favores con Stalin que cualquier otro comunista soviético importante. La principal competencia de Malenkov eran los líderes de Leningrado cuya gloria se había ganado en la resistencia a los ataques de Hitler durante la Segunda Guerra Mundial. Después del Asedio de Leningrado, el alcalde Kuznetsov y sus diputados ganaron mucha fama y apoyo en toda la URSS. Malenkov siguió la política de Stalin de suprimir esa gloria para mantener la imagen de Moscú como el único centro de poder de la URSS. 
En 1949, Malenkov llegó personalmente a Leningrado liderando un regimiento de hombres armados de las fuerzas especiales de Moscú y el MGB y rápidamente removió y arrestó a los líderes de la ciudad. Después de una serie de juicios secretos, 23 hombres, incluidos el alcalde y los diputados, fueron ejecutados y enterrados en una fosa sin nombre en las afueras de la ciudad.  Al mismo tiempo, más de dos mil altos directivos e intelectuales fueron desarraigados y exiliados de Leningrado a Siberia, sus propiedades fueron confiscadas y sus puestos fueron ocupados por comunistas leales a Stalin.
Durante los mismos años, Malenkov también exterminó al Comité Antifascista Judío. Muchos miembros del Comité Antifascista Judío fueron asesinados en la Noche de los Poetas Asesinados. El 12 de agosto de 1952, trece escritores judíos fueron ejecutados por traición en el sótano de la Prisión de Lubyanka.
La lealtad de Malenkov a Stalin fue probada por ejecuciones de competencia política y el asunto de Leningrado y catapultó a Malenkov para convertirse en el único sucesor de Stalin. Las portadas de las revista Time de 1952 y 1953 indican que Malenkov generalmente se consideraba el aprendiz y sucesor de Stalin.

## Primer ministro y diarquía

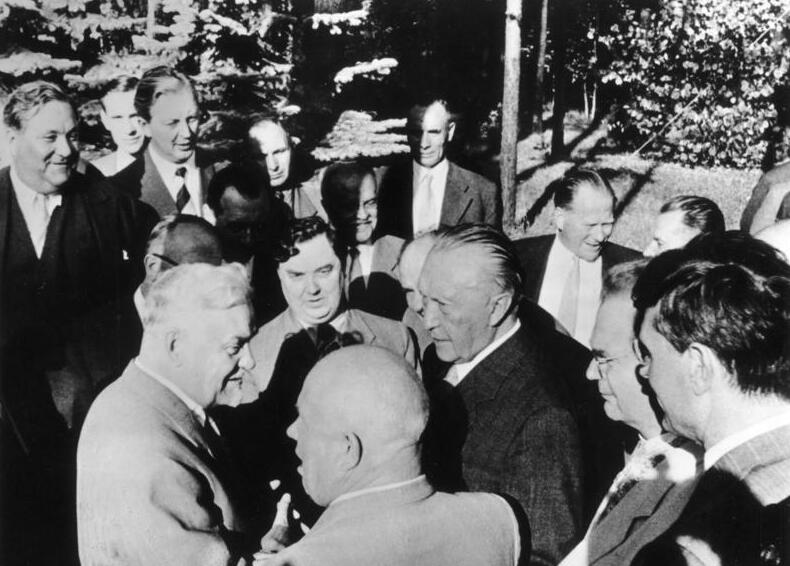
Malenkov con el canciller de la Alemania Occidental Konrad Adenauer en 1955.

Las ambiciones y la astucia política de Malenkov dieron sus frutos con la Muerte de Stalin el 5 de marzo de 1953. Cuatro días después, Malenkov, Viacheslav Mólotov, Lavrenti Beria y Nikita  Jrushchov pronunció el elogio en el funeral de Stalin.
El 6 de marzo, el día después de la muerte de Stalin, Malenkov lo sucedió como primer ministro de la Unión Soviética.  Su nombre también se incluyó primero en el Presidium del Comité Central recién nombrado (como se había llamado al Politburó del Comité Central del Partido Comunista de la Unión Soviética desde 1952). Aunque no hubo un título que identificara al líder del partido durante casi un año, esto indicaba que Malenkov también había sucedido a Stalin como líder del partido. El 7 de marzo, el nombre de Malenkov apareció en la parte superior de la lista de secretarios, lo que confirma que había sucedido a Stalin como el hombre más poderoso de la Unión Soviética. Sin embargo, después de solo una semana, Malenkov se vio obligado a renunciar a la Secretaría. El nuevo liderazgo quería evitar que se concentrara demasiado poder en un par de manos. A todos los efectos, Jrushchov lo reemplazó como líder del partido;  El nombre de Jrushchov apareció en la cima de una lista revisada de secretarios el 14 de marzo, aunque no fue nombrado formalmente Primer Secretario del PCUS hasta septiembre de 1953. Malenkov permaneció como primer ministro, comenzando un período de Malenkov-Jrushchov como una diarquía [gobierno de dos].
Malenkov retuvo el cargo de primer ministro durante dos años.  Durante este tiempo sus actividades políticas se mezclaron con una lucha por el poder dentro del Kremlin. Todavía un estalinista acérrimo, Malenkov expresó su oposición a la investigación y el desarrollo de armamento nuclear[cita requerida], declarando "una nueva guerra mundial ... con armas modernas significa el fin de la civilización mundial". En los debates sobre diplomacia, siempre tomó la línea pacífica.
En cuestiones económicas, Malenkov abogó por reenfocar la economía en la producción de bienes de consumo a expensas de la industria pesada, con el objetivo de elevar el nivel de vida en la Unión Soviética. Malenkov también abogó por una política agrícola que incluyera recortes de impuestos para los campesinos, aumento en el precio pagado a los Koljos por el estado por los granos e incentivos para que los campesinos cultiven sus parcelas privadas. Estas políticas se implementaron durante el mandato y el duunvirato de Malenkov, pero no cumplieron con sus objetivos y fueron muy costosas, lo que provocó que la influencia de Malenkov declinara.

## Caída

Malenkov en 1964

Malenkov se vio obligado a dimitir en febrero de 1955 tras ser atacado por abuso de poder y su estrecha relación con Beria (que había sido ejecutado como traidor en diciembre de 1953).  Se le responsabilizó por la lentitud de las reformas, particularmente cuando se trataba de rehabilitar y liberar a los presos políticos (en comparación, Jrushchov hizo esfuerzos considerables en este sentido). Posteriormente, su programa económico de priorizar la industria ligera se abandonó a favor de aumentar las inversiones en la industria pesada en el presupuesto federal de 1955.
Durante dos años más, Malenkov siguió siendo miembro habitual del Presidium. Junto con Jrushchov, voló a Yugoslavia en la noche del 1 al 2 de noviembre de 1956 para informar a Josip Broz Tito de la inminente invasión soviética de Hungría programada para el 4 de noviembre
Sin embargo, en 1957, Malenkov organizó un intento de golpe de Estado contra Jrushchov. En un enfrentamiento dramático en el Kremlin, tanto Jrushchov como Gueorgui Zhúkov (quien tenía el respaldo del Ejército soviético) se volvieron contra Malenkov. El intento de Malenkov fracasó y él, junto con otros dos destacados co-conspiradores, Viacheslav Mólotov y Lazar Kaganovich, quienes fueron caracterizados por Jrushchov en una sesión extraordinaria del Comité Central del Partido Comunista de la Unión Soviética como el "Grupo Antipartido", fueron despedidos del Politburó.  En 1961, Malenkov fue expulsado del Partido Comunista y exiliado se convirtió en gerente de una planta hidroeléctrica en Ust'-Kamenogorsk en República Socialista Soviética de Kazajistán.
Después de su exilio y eventual expulsión del Partido, Malenkov primero cayó en la oscuridad y sufrió depresión debido a la pérdida de poder y calidad de vida. Posteriormente, Malenkov encontró su degradación y despido un alivio de las presiones de la lucha por el poder del Kremlin durante la década de 1950. Malenkov en sus últimos años se convirtió a la Iglesia Ortodoxa Rusa, al igual que su hija, quien desde entonces ha gastado parte de su riqueza personal construyendo dos iglesias en lugares rurales. Las publicaciones de la Iglesia ortodoxa en el momento de la muerte de Malenkov dijeron que había sido un lector (el nivel más bajo del clero ortodoxo ruso) y un cantante de coro en sus últimos años.

## Vida personal
En 1920, en Turkestán, Malenkov comenzó a vivir junto con la científica soviética Valeriya Golubtsova (15 de mayo de 1901 - 1 de octubre de 1987), hija de Aleksei Golubtsov, ex Consejero de Estado del Imperio Ruso en Nizhny Novgorod y decano de la Escuela Imperial de Cadetes. Golubtsova y Malenkov nunca registraron oficialmente su unión y siguieron siendo socios no registrados por el resto de sus vidas. Tenía una conexión directa con Vladimir Lenin a través de su madre; una de las "hermanas Nevzorov" que fueron aprendices de Lenin y estudiaron junto a él durante años, mucho antes de la Revolución Rusa. Esta conexión ayudó tanto a Golubtsova como a Malenkov en su carrera comunista. Más tarde, Golubtsova fue directora del Instituto de Ingeniería de Energía de Moscú, un centro de investigación de energía nuclear en la URSS.  Tuvo dos hijos y una hija[cita requerida]

## Muerte
Georgui Malenkov murió el 14 de enero de 1988 en Moscú a la edad de 86 años. Fue enterrado en el cementerio de Kuntsevo.

## Evaluaciones extranjeras
La portada de la revista Time de 1952 muestra a Malenkov abrazado por Stalin. En 1954, una delegación del Partido Laborista británico (que incluía al ex primer ministro Clement Attlee y al ex secretario de Estado de Salud Aneurin Bevan) estaba en Moscú, solicitó una reunión con Nikita Jrushchov, entonces secretario general del Partido Comunista de la Unión Soviética. Para sorpresa de todos, no solo Jrushchov aceptó la propuesta, sino que decidió asistir en compañía de Viacheslav Mólotov, Anastás Mikoyán, Andréi Vyshinsky, Nikolái Shvérnik y Malenkov.
Tal fue el interés despertado en los círculos políticos británicos por este evento que Winston Churchill posteriormente invitó a unos de los delegados llamado William Hayter a Chartwell para proporcionar un relato completo de lo que había ocurrido en la reunión. Malenkov parecía "fácilmente el más inteligente y rápido para comprender lo que se decía" y dijo "no más de lo que quería decir". Se le consideraba un "vecino extremadamente agradable en la mesa" y se pensaba que tenía una "voz musical agradable, hablaba bien el idioma ruso y era muy educado". Malenkov incluso recomendó, en voz baja, que el traductor diplomático británico Cecil Parrott debería leer las novelas de Leonid Andreyev, un autor cuya literatura fue etiquetada en ese momento como decadente en la URSS. Nikita Jrushchov, por el contrario, golpeó a Hayter por ser "alborotador, impetuoso, locuaz, desenfadado y alarmantemente ignorante en asuntos exteriores".
Hayter pensó que Jrushchov parecía "incapaz de comprender la línea de pensamiento de Bevan", y que Malenkov tuvo que explicarle las cosas en "palabras de una sílaba" Convencidos de que Malenkov estaba al mando, nadie en la delegación británica se sintió muy inclinado a esforzarse con Jrushchov. Malenkov "hablaba mejor ruso de todos los líderes soviéticos que he escuchado", sus "discursos estaban bien construidos y lógicos en su desarrollo", y parecía "un hombre con una mente más orientada hacia Occidente".